# Przedstawiciele dyplomatyczni Polski we Francji
Choć tradycja powiązań politycznych i kulturalnych między Polską a Francją sięga XVI wieku. Misje dyplomatyczne polskie do Paryża miały charakter regularny dopiero po odzyskaniu przez RP niepodległości.

## Polscy przedstawiciele dyplomatyczni we Francji
lista niekompletna

### XVI wiek
- 1524 – Hieronim Łaski

### XVIII wiek
- 1713–1720? – Burchard Suhm
- 1757 – Jan Baptysta d'Aloy
- 1762 – Franciszek Onufry Bieliński
- 1766 – Feliks Franciszek Łoyko
- 1769 – Charles de Saint-Pol
- 1769–1770 – Joachim Litawor Chreptowicz
- 1772–1773 – Franciszek Ksawery Branicki
- 1777 – Piotr Maurycy Glayre (tajna misja)

### XX wiek
- 16 kwietnia 1919 – 1 czerwca 1919 – Erazm Piltz (delegat rządu)
- 1 sierpnia 1919 – 19 stycznia 1924 – Maurycy Zamoyski (poseł)
- 22 sierpnia 1924 – 26 listopada 1924 – Alfred Chłapowski (poseł)
- 27 listopada 1924 – 20 czerwca 1936 – Alfred Chłapowski
- 20 czerwca 1936 – 7 listopada 1939 – Juliusz Łukasiewicz
- 1 listopada 1939 – kwiecień 1940 – Feliks Frankowski	(chargé d'affaires)
- kwiecień 1943 – 4 września 1943 – Feliks Frankowski	(chargé d'affaires)
- 14 września 1943 – 5 lipca 1945 – Kajetan Dzierżykraj–Morawski
- 17 grudnia 1944 – 22 września 1945 – Stefan Jędrychowski
- 1 marca – 17 czerwca 1947 – Przemysław Ogrodziński (chargé d'affaires a.i.)
- 22 września 1945 – 17 czerwca 1947 – Stanisław Skrzeszewski
- 17 czerwca 1947 – 1950 – Jerzy Putrament
- 6 kwietnia 1954 – 24 czerwca 1961 – Stanisław Gajewski
- 24 czerwca 1961 – 3 lipca 1969 – Jan Druto
- 3 lipca 1969 – 2 kwietnia 1972 – Tadeusz Olechowski
- 2 kwietnia 1972 – 28 kwietnia 1976 – Emil Wojtaszek
- 28 kwietnia 1976 – 20 listopada 1980 – Tadeusz Olechowski
- październik – listopad 1980 – Sławomir Dąbrowa (chargé d'affaires a.i.)
- 20 listopada 1980 – 7 grudnia 1984 – Eugeniusz Kułaga
- październik – grudzień 1984 – Karol Henschke (chargé d'affaires a.i.)
- 7 grudnia 1984 – 17 listopada 1988 – Janusz Stefanowicz
- 17 listopada 1988 – 9 stycznia 1991 – Ryszard Fijałkowski
- 9 stycznia 1991 – 4 września 1996 – Jerzy Łukaszewski
- 4 września 1996 – 31 stycznia 2001 – Stefan Meller

### XXI wiek
- 1 lutego 2001 – 13 maja 2001 – Sławomir Czarlewski 	(chargé d'affaires)
- 9 kwietnia 2001 – 28 grudnia 2006 – Jan Tombiński
- 28 grudnia 2006 – 14 września 2007 – Ludwik Wdowik (chargé d'affaires)
- 14 września 2007 – 31 sierpnia 2014 – Tomasz Orłowski
- 15 września 2014 – 7 stycznia 2015 – Marta Stachowiak (chargé d'affaires)
- 7 stycznia 2015 – 31 sierpnia 2016 – Andrzej Byrt
- 1 września 2016 – 11 sierpnia 2017 – Dariusz Wiśniewski (chargé d'affaires)
- 12 sierpnia 2017 – 31 marca 2022 – Tomasz Młynarski
- od kwietnia 2022 – Jan Emeryk Rościszewski